# Le Chesne (Ardenes)
Le Chesne és un antic municipi francès, situat al departament de les Ardenes i la regió del Gran Est. Des de l'1 de gener del 2016 forma part del municipi Bairon et ses environs.